# Empis palaestinensis
Empis palaestinensis är en tvåvingeart som beskrevs av Engel 1946. Empis palaestinensis ingår i släktet Empis och familjen dansflugor. Inga underarter finns listade i Catalogue of Life.